# Rio Eleguis
O rio Eleguis (em armênio: Եղեգիս / Էլեգիս գետ; romaniz.: Ełegis / Elegis get)[a] é um rio da província de Vaiose Zor. Começa nas encostas do monte Vardenis das montanhas Vardenis, a 12 quilômetros da cidade de Vardenis, a uma altitude de 2 800 metros. Nos trechos superiores, onde é chamado Jani, criou um desfiladeiro estreito e íngreme. Entre seus tributários estão o Selim, Guiliduz e Corse. Se junta ao rio Arpa a leste da aldeia de Eleguis. Tem 48 quilômetros de comprimento e sua bacia hidrográfica tem 516 quilômetros quadrados.
O fluxo médio do Eleguis é de 7,96 metros cúbicos por segundo. É alimentado por águas pluviais e de nascente e inunda no final da primavera e início do verão. Suas águas são usadas para irrigação. A Usina Hidrelétrica de Elegnazor foi construída nele. No vale do curso superior e nos vales de riachos individuais que fluem para ele, há florestas: bosques de freixo, salgueiro, bordo, carvalho, nogueira, rosa alpina. Em seu vale, especialmente acima da aldeia de Eleguis, fluem inúmeras fontes.